# Diócesis de Puerto Victoria
La diócesis de Puerto Victoria (en latín: Dioecesis Portus Victoriae o Seychellarum, en inglés: Roman Catholic Diocese of Port Victoria y en francés: Diocèse de Port-Victoria) es una circunscripción eclesiástica de la Iglesia católica en Seychelles. Se trata de una diócesis latina inmediatamente sujeta a la Santa Sede. Desde el 10 de septiembre de 2020 su obispo es Alain Harel.

## Territorio y organización

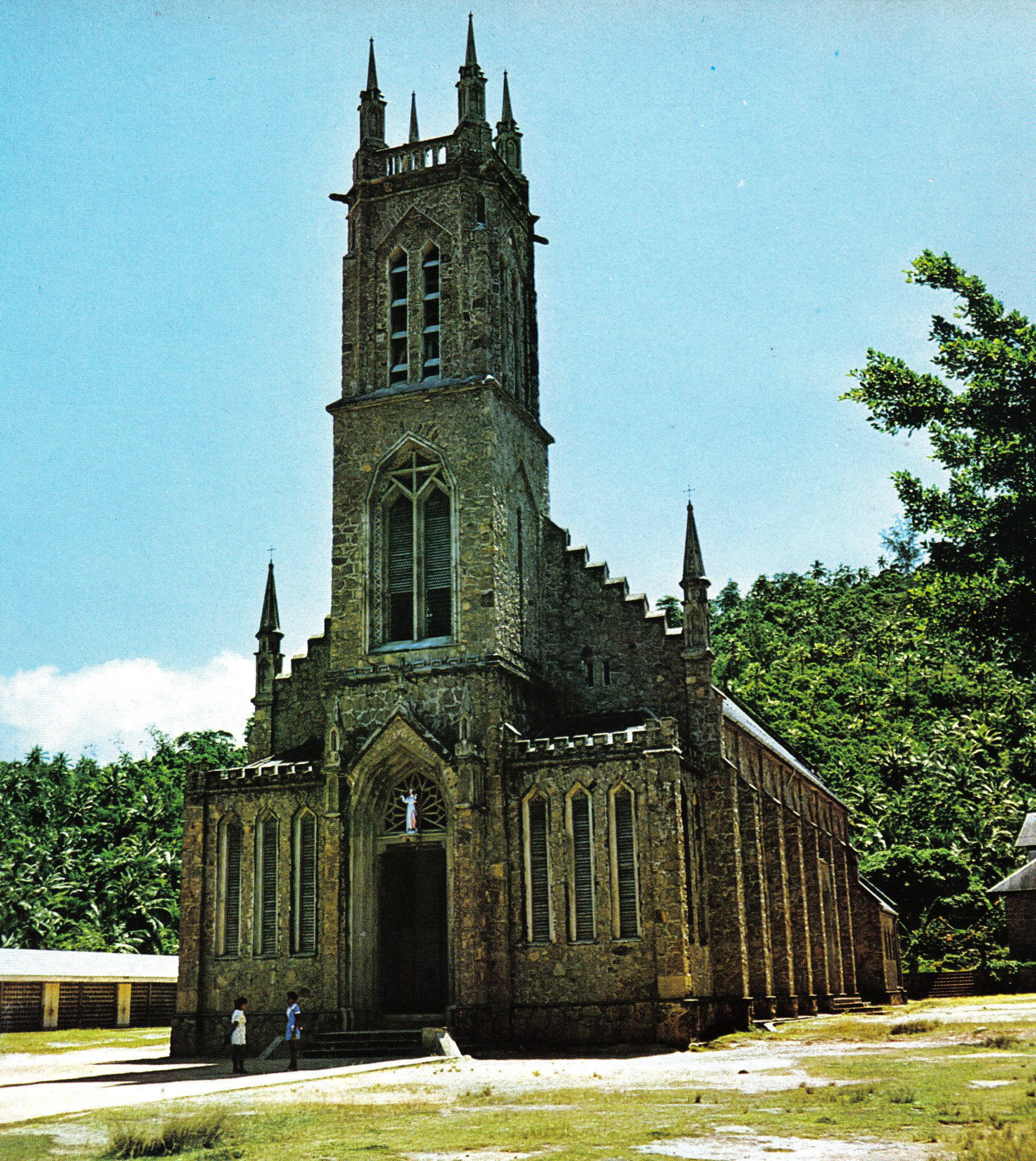
Iglesia de San Francisco de Asís, en Baie Lazare

La diócesis tiene 455 km² y extiende su jurisdicción sobre los fieles católicos de rito latino residentes en Seychelles.
La sede de la diócesis se encuentra en la ciudad de Victoria, en donde se halla la Catedral de la Inmaculada Concepción. 
En 2023 en la diócesis existían 17 parroquias. En las islas exteriores existen capillas en: Aldabra, Coetivy, Denis y Desroches.

## Historia
En 1712 se erigió la prefectura apostólica de las Islas del Océano Índico (hoy diócesis de Saint-Denis de Reunión), que tenía jurisdicción sobre las islas Seychelles. 
El 1 de noviembre de 1756 Francia tomó el control de las islas Seychelles, hasta entonces habitadas solo por piratas. En 1772 la sede de la prefectura apostólica se trasladó de Reunión a Port Louis en la isla de Mauricio. El Reino Unido controló las islas desde 1794 y el 21 de abril de 1811 las convirtió en una colonia, pasando definitivamente a soberanía británica por el Tratado de París de 1814. 
El 1 de marzo de 1851 el primer misionero católico, el capuchino Léon de Avanchers, desembarcó en Victoria y se le permitió permaneció allí durante tres semanas, administrando los primeros bautismos.
La prefectura apostólica de Seychelles fue erigida el 26 de noviembre de 1852 separando territorio de la diócesis de Port Louis. Los primeros misioneros capuchinos, Geremia y Théophile, llegaron en septiembre del año siguiente, seguidos poco después por Léon des Avanchers, prefecto apostólico. El padre Geremia bendijo la primera capilla en 1857, en el lugar donde se encuentra la actual catedral. Las Hermanas de San José de Cluny llegaron a principios de 1861 para encargarse, en particular, de la enseñanza en las escuelas.
El 5 de abril de 1880 la prefectura apostólica fue elevada a vicariato apostólico, y el 21 de julio de 1892 fue elevada a su vez a diócesis y tomó su nombre actual mediante el breve Universi Dominici del papa León XIII. En este mismo año se inició la reconstrucción de la catedral, que ya había sido reformada en 1863.
En 1903 Seychelles se convirtió en una colonia británica separada de Mauricio.
El 1 de enero de 1950 fue ordenado en Roma del primer sacerdote diocesano seychellense, el padre James Chang-Tave.
El 8 de noviembre de 1965 el Reino Unido separó de Seychelles las islas Aldabra, Farquhar y Desroches y junto con el archipiélago de Chagos que separó de Mauricio creó Territorio Británico en el Océano Índico, pero las islas continuaron siendo parte de la diócesis de Puerto Victoria. El 23 de junio de 1976 las islas fueron devueltas a Seychelles, que obtuvo su independencia el 29 de junio de 1976.
El 1 de diciembre de 1986 la diócesis fue visitada por el papa Juan Pablo II.

## Estadísticas
Según el Anuario Pontificio 2024 la diócesis tenía a fines de 2023 un total de 68 488 fieles bautizados.
| Año                                                                             | Población            | Población | Población      | Sacerdotes | Sacerdotes    | Sacerdotes    | Bautizados por sacerdote | Diáconos permanentes | Religiosos | Religiosos | Parroquias |
| Año                                                                             | Bautizados católicos | Total     | % de católicos | Total      | Clero secular | Clero regular | Bautizados por sacerdote | Diáconos permanentes | Varones    | Mujeres    | Parroquias |
| ------------------------------------------------------------------------------- | -------------------- | --------- | -------------- | ---------- | ------------- | ------------- | ------------------------ | -------------------- | ---------- | ---------- | ---------- |
| 1950                                                                            | 31 437               | 34 598    | 90.9           | 22         |               | 22            | 1428                     |                      | 17         | 57         | 14         |
| 1969                                                                            | 46 055               | 49 800    | 92.5           | 29         | 5             | 24            | 1588                     |                      | 40         | 64         | 17         |
| 1980                                                                            | 61 610               | 66 120    | 93.2           | 22         | 8             | 14            | 2800                     |                      | 25         | 60         | 17         |
| 1990                                                                            | 61 720               | 67 825    | 91.0           | 14         | 5             | 9             | 4408                     |                      | 18         | 58         | 17         |
| 1997                                                                            | 70 380               | 78 064    | 90.2           | 15         | 11            | 4             | 4692                     |                      | 8          | 59         | 17         |
| 1999                                                                            | 69 020               | 81 200    | 85.0           | 14         | 9             | 5             | 4930                     | 1                    | 5          | 58         | 17         |
| 2003                                                                            | 68 698               | 80 821    | 85.0           | 14         | 8             | 6             | 4907                     | 1                    | 7          | 54         | 17         |
| 2004                                                                            | 70 103               | 82 474    | 85.0           | 16         | 8             | 8             | 4381                     | 1                    | 9          | 53         | 17         |
| 2007                                                                            | 71 350               | 83 942    | 84.9           | 16         | 8             | 8             | 4459                     |                      | 10         | 45         | 17         |
| 2013                                                                            | 67 287               | 88 303    | 76.2           | 21         | 7             | 14            | 3204                     | 1                    | 21         | 55         | 17         |
| 2016                                                                            | 70 976               | 93 144    | 76.2           | 24         | 8             | 16            | 2957                     | 1                    | 26         | 55         | 20         |
| 2019                                                                            | 73 732               | 96 762    | 76.2           | 29         | 8             | 21            | 2542                     | 1                    | 28         | 53         | 20         |
| 2021                                                                            | 75 400               | 98 963    | 76.2           | 28         | 8             | 20            | 2692                     | 1                    | 29         | 48         | 20         |
| 2023                                                                            | 68 488               | 99 258    | 69.0           | 26         | 7             | 19            | 2634                     | 1                    | 28         | 47         | 17         |
| Fuente: Catholic-Hierarchy, que a su vez toma los datos del Anuario Pontificio. |                      |           |                |            |               |               |                          |                      |            |            |            |

## Episcopologio

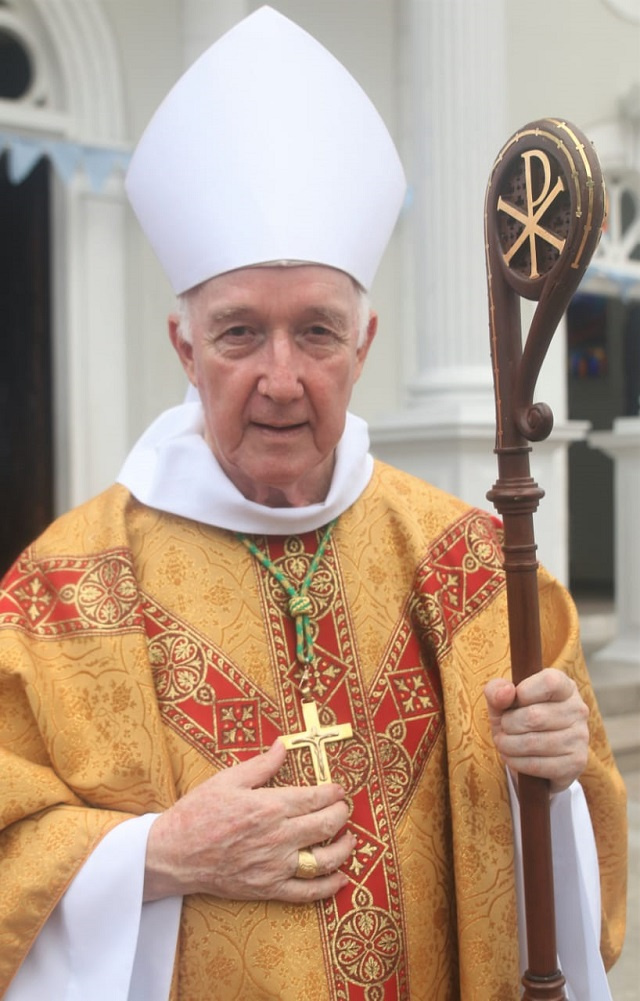
Alain Harel, obispo de Puerto Victoria desde 2020

- Léon (Michel Rey-Golliet) des Avanchers, O.F.M.Cap. † (1853-1855 renunció)
- Jérémie de Paglietta, O.F.M.Cap. † (1855-1863 renunció)[5]
- Jean-Pierre-Ignace Galfione, O.F.M.Cap. † (1863-19 de diciembre de 1881 falleció)
- Charles-Jacques Mouard, O.F.M.Cap. † (8 de agosto de 1882-10 de agosto de 1888 nombrado obispo de Lahore)
- Edmond Alfred Dardel, O.F.M.Cap. † (23 de agosto de 1889-21 de marzo de 1890 falleció)
- Marc Hudrisier, O.F.M.Cap. † (2 de septiembre de 1890]-6 de enero de 1910 falleció)
- Bernard Thomas Edward Clark, O.F.M.Cap. † (18 de junio de 1910-26 de septiembre de 1915 falleció)
- Georges-Jean-Damascène Lachavanne, O.F.M.Cap. † (13 de abril de 1916-24 de julio de 1920 falleció)
- Louis Justin Gumy, O.F.M.Cap. † (10 de marzo de 1921-9 de enero de 1934 renunció[nota 2])
- Aloys Ernest Joye, O.F.M.Cap. † (9 de enero de 1934 por sucesión-4 de junio de 1936 renunció[nota 3])
- Marcel Olivier Maradan, O.F.M.Cap. † (17 de junio de 1937-6 de octubre de 1972 renunció)
  - Sede vacante (1972-1975)
- Félix Paul † (17 de marzo de 1975-30 de mayo de 1994 renunció)
- Xavier-Marie Baronnet, S.I. † (3 de marzo de 1995-1 de junio de 2002 retirado)
- Denis Wiehe, C.S.Sp. (1 de junio de 2002 por sucesión-10 de septiembre de 2020 retirado)
- Alain Harel, desde el 10 de septiembre de 2020